# Pont del Rec del Fuster
El Pont del Rec del Fuster és una obra del Port de la Selva (Alt Empordà) inclosa a l'Inventari del Patrimoni Arquitectònic de Catalunya.

## Descripció
Situat a llevant del nucli urbà de la població del Port de la Selva, al camí que porta a Sant Baldiri, damunt d'un dels afluents del rec de la Tamariua.
Pont situat en un dels revolts del camí de Sant Baldiri, format per un arc apuntat de secció triangular bastit amb lloses de pissarra i pedra desbastada, disposades en filades més o menys regulars. L'obertura està integrada en el mateix marge de pedra que delimita el curs del rec i és de mida força petita. L'estructura ha estat reforçada amb morter en diverses zones.